# Mutua Madrid Open 2017
Die Mutua Madrid Open 2017 bezeichneten sowohl ein Tennisturnier der WTA Tour 2017 für Damen als auch ein Tennisturnier der ATP World Tour 2017 für Herren. Beide Turniere fanden zeitgleich vom 6. bis 14. Mai 2017 in der Caja Mágica in Madrid statt.

## Ergebnisse

### Herren
→ Qualifikation: Mutua Madrid Open 2017/Herren/Qualifikation

### Damen
→ Qualifikation: Mutua Madrid Open 2017/Damen/Qualifikation